# Predsjednička lenta
Predsjednička lenta je lenta koju nose predsjednici mnogih država na svijetu kao simbol predsjedničke časti. Lente nose brojni predsjednici u Europi, Africi, Aziji i Latinskoj Americi. Obično predsjednik nosi lentu pri službenoj inauguraciji ili u posebnim svečanim prilikama. Predsjedničke lente su često u bojama zastave države i sadrže nacionalni grb. U pravilu se nose preko desnog ramena. 

## Uporaba
U zemljama Južne Amerike predsjednička lenta je relativno česta. U Europi pak lenta je uglavnom spojena s najvišim odlikovanjem koje nosi vršitelj dužnosti predsjednika države, kao državni poglavar i u smislu oznake nositelja suvereniteta. Primjerice, u Njemačkoj, Finskoj, Austriji, Latviji i Portugalu novoizabrani predsjednik stupanjem na dužnost postaje i nositelj najvišeg odlikovanja, što osim danice na prsima obično uključuje i lentu. U europskim monarhijama lentu slično kao oznaku nositelja najvišeg odlikovanja nose i monarsi - kraljevi, kraljice, kneževi, vojvode i sl. Na Islandu pak predsjedničku lentu nosi supruga predsjednika.
U Austriji, slično kao u Njemačkoj, novoizabrani predsjednik postaje nositelj odlikovanja "Großstern des Ehrenzeichens für Verdienste um die Republik Österreich", što osim zvijezde uključuje i lentu u bojama austrijske zastave. Odlikovanje je prijelazno i novom predsjedniku ga prije ustoličenja u parlamentu uručuje dotadašnji predsjednik. Predsjednik lentu i zvijezdu nosi u svečanim prigodama, opernog bala, kao i prilikom diplomatskih primanja. U Njemačkoj predsjednik stupanjem na dužnost preuzima odlikovanje "Sonderstufe des Großkreuzes", što uključuje lentu. Njemački predsjednik nosi lentu samo pri osobito svečanim prigodama na najvišoj razini, primjerice prilikom posjeta norveškom kraljevskom paru u lipnju 2014.

### Hrvatska
U Hrvatskoj je od 1990. zakonom propisano da predsjednik kao nositelj najviše dužnosti i državni poglavar (suveren) nosi lentu u bojama hrvatske zastave. Na taj se način željela posebno naglasiti hrvatsku državnost i samostalnost. Nakon izbora za predsjednika predsjedništva tadašnje SR Hrvatske, 30. svibnja 1990. dr. Franji Tuđmanu lentu je uručio predsjednik Sabora, Žarko Domljan. Ta se lenta zvala mala lenta i na sebi je imala povijesni grb s prvim bijelim poljem. Veliku lentu koja se prvi puta pojavila na prvoj predsjedničkoj inauguraciji dizajnirala je kostimografkinja Ika Škomrlj. Materijali za izradu lente dobavljeni su iz Francuske a sama lenta vizualno je slična lentama koje nose francuski gradonačelnici. Na njoj se nalazi hrvatski grb sa zlatnim grančicama masline i hrasta prekriženim iza grba. Lenta se nosi položena preko desnog ramena dijagonalno poprsjem do struka gdje se kopčom spaja s drugim krajem lente. Kopča je kvadratnog oblika obrubljena zlatnim pleterom. Na sredini polja kopče je znak isti kao i znak na zastavi predsjednika Republike Hrvatske, ali bez natpisa na vrpci. Zlatnu kopču je izradio IKOM. Zakonom je propisano nošenje predsjedničke lente 
- na Dan državnosti;
- pri predaji priznanja;
- kod akreditiranja diplomatskih i konzularnih predstavnika;
- i u drugim svečanim prilikama.[4]

Tijekom svog predsjednikovanja (1990. – 1999.), Tuđman je lentu nosio tijekom inauguracija (1992. i 1997.), kada mu je lentu uručio predsjednik ustavnog suda, prilikom diplomatskih primanja te osobito svečanih prilika. Nakon njegove smrti u prosincu 1999. i izbora novog predsjednika, njegov nasljednik Stjepan Mesić tijekom svoja dva mandata (2000. – 2010.) odbio je nositi lentu kao simboličan način distanciranja od svojeg prethodnika i njegove politike. I treći hrvatski predsjednik, Ivo Josipović nastavio je praksu svojeg prethodnika, navevši kao razlog da se odredba zakona o nošenju lente desetogodišnjom neprimjenom izobičajila te da više ne vrijedi. Svoj izbor podupro je i argumentom kako lenta više nema svrhu koju je nekad imala. Nakon izbora 2015., novoizabrana hrvatska predsjednica, Kolinda Grabar-Kitarović najavila je povratak nošenja predsjedničke lente, sukladno zakonu.

## Galerija
- Enrique Peña Nieto, Meksiko
- Luiz Inácio Lula da Silva, Brazil
- Javier Milei, Argentina
- Michelle Bachelet, Čile

## Vanjske poveznice
- Predsjedničke lente svijeta  Arhivirana inačica izvorne stranice od 24. studenoga 2012. (Wayback Machine)